# Leptotes infrapallida
Leptotes infrapallida är en fjärilsart som beskrevs av Ruggero Verity 1943. Leptotes infrapallida ingår i släktet Leptotes och familjen juvelvingar. Inga underarter finns listade i Catalogue of Life.